# 格林菲爾德鎮區 (阿肯色州門羅縣)
格林菲爾德鎮區（英語：Greenfield Township）是位於美國阿肯色州門羅縣的一個行政鎮區。

## 地方資料
格林菲爾德鎮區的面積為37.87平方千米，當中陸地面積為37.55平方千米，而水域面積為0.32平方千米。根據2010年美國人口普查的數據，當地共有人口232人，而人口密度為每平方千米6.13人。